# Kinoulton
Kinoulton – wieś w Anglii, w hrabstwie Nottinghamshire, w dystrykcie Rushcliffe. Leży 14 km na południowy wschód od miasta Nottingham i 163 km na północ od Londynu. Miejscowość liczy 1037 mieszkańców.